# آفي شافران
إبراهيم (آفي) شافران هو حاخام حريدي يشغل منصب مدير الشؤون العامة لجماعة اجوداث إسرائيل في أمريكا. تأسست جماعة اجوداث إسرائيل لتلبية احتياجات وجهة نظر كثير من اليهود الحريديم. وهو أيضا كاتب مساهم في مجلة «عبر-التيارات»، وهي مجلة على الإنترنت تتبنى الفكر والرأي اليهودي الأرثوذكسي. كما شارك مرة واحدة مع مجلة "عامي"، وهي مجلة أرثوذكسية إخبارية أسبوعية يهودية. آفي شافران هو مؤلف كتاب «روح المهاجرين».

## وصلات خارجية
- Official website of Rabbi Avi Shafran
- Archive of Rabbi Avi Shafran's articles, on Cross-Currents
- Articles by Avi Shafran on jewishworldreview.com
- Articles by Avi Shafran on simpletoremember.com
- Articles by Avi Shafran on chabad.org
- Articles by Avi Shafran on aish.com
- Articles by Avi Shafran in the New York Times